# SN 1994E
SN 1994E – supernowa typu Ia odkryta 5 marca 1994 roku w galaktyce A113206+5521. W momencie odkrycia miała maksymalną jasność 19,00m.